# Yasuhiro Ishiwata
Yasuhiro Ishiwata, também conhecido como Jo Ishiwata, é um ator japonês nascido em Tóquio em 11 de fevereiro de 1967. Ele é mais conhecido por ter interpretado Blue Flash em Comando Estelar Flashman, a 10.ª série de Super Sentai. O ator participou de outras séries desse estilo posteriormente, como Maskman e Jetman. Ele também atuou em um episódio de Jiban.
Após a década de 90, se afastou do meio artístico. A partir dos anos 2000, começou a participar de reuniões com o elenco de Flashman, pelas quais é agenciado pela empresa Anima. Ele também começou a empreender no ramo gastronômico, atuando como presidente de uma empresa de frutos do mar.
Em 2024, ele visita o Brasil pela primeira vez, participando da Anime Friends.

## Filmografia[7][8]

### Televisão
- Akai Himitsu (1985)
- Keiji Monogatari '85 (1985)
- Thirteen Boy (1985)
- Shitetsu Ensen 97 Bunsho (episódio 64) (1985)
- Comando Estelar Flashman (1986 - 1987) - Blue Flash
- Tsuukai! Fukei Kouhosei yarukkyanai Mon! (1987)
- Saturday Wide Gekijou "Fuji Sanroku Satsujin Jiken" (1987)
- Esquadrão da Luz Maskman (1987) - Hikari (Guron Doggler)
- Tsubasa wo kudasai (1988)
- Policial de Aço Jiban (1989) (episódio 42)
- Choujin Sentai Jetman (1991) - Ray

### Filmes
- Comando Estelar Flashman (1986) - Blue Flash
- Kisuyori Kantan (1989) - Suzunari[9]
- Zansatsu seyo: Setsuna kimono, Sore wa Ai (1990)
- Uteba kagerou (1991)
- Funky Monkey Teacher (1992)

### Animes
- Kanojo 2 (1990)
- Gokudou Monogatari: Hanachou Ikka Yondaime (1994)
- Janki 3: Chigai Houken Maajan (1994)